# Dolly Richter-Hannes
Dolly Richter-Hannes (* 28. Juni 1933 in Bad Dürrenberg; † 12. November 2022 in Rostock) war eine deutsche Juristin, Hochschulprofessorin und Rechtsanwältin.

## Berufsweg
In den 1960er Jahren war Richter-Hannes als wissenschaftliche Mitarbeiterin am damaligen – Anfang 1965 gegründeten – Institut des Seeverkehrs und der Hafenwirtschaft im Aufgabenbereich der seerechtlichen Forschung in Rostock tätig.
Am 7. Juli 1967 wurde sie mit dem Thema: „Zur Festigung der Schiffahrtsverbindungen der DDR im Wege der Gründung von Auslandsniederlassungen der Seeverkehrsunternehmen“ an der damaligen Juristischen Fakultät der Martin-Luther-Universität Halle-Wittenberg unter dem Dekanat von Willi Büchner-Uhder promoviert. Die Gutachter der Doktorarbeit waren die habilitierten Rechtswissenschaftler Hans Spiller und Gerhard Reintanz. Für diese Doktorarbeit wurde eine Benutzungsbeschränkung mit der Begründung „Vertrauliche Dienstsache“ (VD) erteilt. Der Geheimhaltungsgrad wurde zu DDR-Zeiten nachträglich auf Betreiben der Verfasserin aufgehoben.
Im Zusammenhang mit der Erarbeitung ihrer Promotionsschrift befasste sie sich intensiv mit den Lehrmeinungen der potentiellen Gutachter ihrer Doktorarbeit von der Universität Halle und weiteren Rechtsauffassungen besonders von See- und Völkerrechtlern nicht nur Ost-Europas, sondern auch aus West. Als Quelle dafür nutzte sie von Hans Spiller u. a. die Ausführungen in „Internationale Wirtschaftsbeziehungen und völkerrechtlicher Schutz des Nationalreichtums“, von Gerhard Reintanz: „Die friedliche Koexistenz und ihre bürgerlichen Kritiker“ und Hans Jürgen Abraham (1909–1978) „Das Seerecht“ sowie Ignaz Seidl-Hohenveldern „Völkerrechtliche  staatliche Eigentumsbegriffe und deren Folgen“.
Sie wurde im SED-Zentralorgan „Neues Deutschland“ mit ihren vollständigen Namen, akademischen Titel wie auch ihrer damaligen Rostocker Arbeitsstelle – „Frau Dr. Dolly Richter-Hannes vom Institut für Seeverkehrs- und Hafenwirtschaft“ – genannt und als „Vertreterin der jungen Intelligenz“ bezeichnet. Dies erfolgte gelegentlich eines Besuchs von DDR-Verkehrsminister Erwin Kramer (1902–1979) im Jahre 1968 in Rostock.
Im Jahre 1977 verteidigte sie zusammen mit ihrem Ehemann, Ralf Richter, die gemeinsame Promotion B zum Thema Entwicklungstendenzen des internationalen Transportrechts unter dem Einfluss des sich verändernden internationalen Kräfteverhältnisses an der Akademie für Staats- und Rechtswissenschaft der DDR (ASR). Es handelte sich um eine nach DDR-Bestimmungen zulässige „Gemeinschaftsarbeit“. Beide Verfasser gaben 1976 eine eidesstattliche Erklärung ab, welchen Anteil – geordnet nach Kapiteln bzw. Abschnitten – sie als Doktoranden an der Promotionsschrift hatten. Der Erstgutachter war der Rechtswissenschaftler Wolfgang Seiffert sowie der Zweitgutachter Fritz Enderlein, beide vom Institut für ausländisches Recht und Rechtsvergleichung an der Akademie für Staats- und Rechtswissenschaft der DDR in Potsdam-Babelsberg.
In der Folgezeit wurde Richter-Hannes am Potsdam-Babelsberger Institut für ausländisches Recht und Rechtsvergleichung tätig. Die Redaktion der Fachzeitschrift „Seewirtschaft“ ließ ihrer Leserschaft 1978 wissen, dass ihre Autorin den höheren akademischen Grad Dr. sc. jur. erworben hat und nunmehr an der Akademie für Staats- und Rechtswissenschaft der DDR wirkt. Die Information wurde ergänzt, dass Dolly Richter-Hannes Mitglied der Gesellschaft für Seerecht ist. Im Potsdam-Babelsberger Institut war sie Inhaberin des Lehrstuhls „Internationales Transportrecht“.
Richter-Hannes blieb bis zur Abwicklung der Akademie 1990 in Potsdam-Babelsberg, auch unter deren neuen Namen „Hochschule für Recht und Verwaltung“, tätig. Die Professorin konnte an der Hochschule für Seefahrt Warnemünde-Wustrow ein neues juristische Arbeitsgebiet finden. Unter „Richter-Hannes, D., Prof. Dr. jur. habil. Rechtsanwalt, Eggersstraße 3, 18059 Rostock“ firmierte sie in der Hansestadt, spezialisiert auf Seehandelsrecht.
Sie lebte in Rostock bis zu ihrem Tode 2022, nahezu noch ein Jahr nach dem Ableben ihres Ehemannes am 15. November 2021.

## Veröffentlichungen (Auswahl)
- Die UN-Konvention über die Internationale Multimodale Güterbeförderung.[19]
- Mit Adolf Hauer und Norbert Trotz, ebenfalls 1969 als wissenschaftliche Mitarbeiter am Institut des Seeverkehrs und der Hafenwirtschaft in Rostock beschäftigt: Zur Kodifikation des internationalen Privatrechts aus der Sicht des Seetransportrechts.[20]
- Mit Norbert Trotz: Das internationale Seerecht und die Seerechtsentwicklung der DDR als Mitarbeitende des Seefahrtsamtes der DDR[21]
- Mit Ralf Richter und Norbert Trotz: Seehandelsrecht, erstmals 1978 erschienen[22]
- Mit Ralf Richter: Möglichkeit und Notwendigkeit der Vereinheitlichung des internationalen Transportrechts.[23]
- Der Schutz Dritter bei Gefahrguttransporten. UNIDROIT-Konventionsentwurf von 1986.[24]
- Der erreichte Stand der Rechtsvergleichung im internationalen Transportrecht.[25]

## Besprechungen (Auswahl)
Dolly Richter-Hannes Beiträge zum Seerecht fanden in Rezensionen namhafter Rechtswissenschaftler Anerkennung:
- Johann Georg Helm rezensierte 1979 das Gemeinschaftswerk Seehandelsrecht von D. Richter-Hannes, Ralf Richter und Norbert Trotz in Rabels Zeitschrift für ausländisches und internationales Privatrecht.[26]

Die Autoren wurden als „International anerkannten Experten des Seerechts“ gewürdigt.
- Jürgen Basedow bewertete  ihre Ausführungen zu Die UN-Konvention über die Internationale Multimodale Güterbeförderung, Erläuterungen und rechtsvergleichende Hinweise auf CIM, CMR, Warschauer Abkommen und Hamburger Regeln.[27]

Im Jahre 1980 bewertete Dolly Richter-Hannes in Rabels Zeitschrift für ausländisches und internationales Privatrecht das Werk Frachtrecht, Güterbeförderung auf der Straße von Johann Georg Helm.